# موریلو دی آلمیدا
(به پرتغالی: Murilo Ribeiro de Almeida) مهاجم اهل برزیل است که در شهر پرودنت مورایس و در تاریخ ۲۱ ژانویهٔ ۱۹۸۹ به دنیا آمده‌است.
محمدرضا نادی در تیم‌های فوتبال پرسپولیس سابقهٔ حضور دارد.